# Oreadomyia albertae
Oreadomyia albertae is een muggensoort uit de familie van de dansmuggen (Chironomidae). De wetenschappelijke naam van de soort is voor het eerst geldig gepubliceerd in 1975 door Kevan and Cutten-Ali-Khan.